# Joost (Vorname)
Joost ist als Verkleinerungs- oder Koseform von Justus, Jodocus oder Josef/Jozef ein männlicher Vorname.

## Namensträger
- Joost Klein (* 1997), niederländischer Musiker
- Joost Lijbaart (* 1967), niederländischer Jazzschlagzeuger
- Joost Patocka (* 1969), niederländischer Jazzmusiker
- Joost Posthuma (* 1981), niederländischer Radrennfahrer
- Joost van Sasse (1684–1755), Kupferstecher im 18. Jahrhundert
- Joost Schmidt (1893–1948), deutscher Typograf, Maler und Lehrer am Bauhaus
- Joost Siedhoff (1926–2022), deutscher Schauspieler
- Joost Swarte (* 1947), niederländischer Illustrator, Comiczeichner und Designer
- Joost van den Vondel (1587–1679), niederländischer Dichter und Dramatiker
- Joost Zwagerman (1963–2015), niederländischer Schriftsteller, Essayist und Publizist